# كريسي تيغن
كريسي تيغن (بالإنجليزية: Chrissy Teigen)‏ (ولدت 30 نوفمبر 1985) عارضة أزياء أمريكية ظهرت لأول مرة في العدد السنوي لسويم سوت ايشيو الشهير من مجلة سبورتس إلسترايتد في 2010. هي أحد مقدمي برنامج ليب سينك باتل بجانب إل إل كول جي على قناة سبايك وضعتها مجلة مكسيم في قائمتها السنوية لأجمل 100 امرأة في العالم عام 2017.

## النشأة
ولدت كريستين ديان تيغن في دلتا (يوتا)، والدها ينحدر من أصول نرويجية بينما والدتها من أصول تايلندية. بسبب عمل والدها تنقلت كريستين كثيرا في طفولتها، بعد أن سكنت في هاواي و‌أيداهو و‌سنوهوميش، استقرت العائلة في هونتينغتون بيتش (كاليفورنيا) عندما كانت كريسي في سنة المراهقة. تم اكتشافها من قبل مصور فوتغرافي بينما كانت تعمل في محل الركمجة.

## السيرة
يتم تمثيلها عالميا من قبل وكالة آي إم جي مودلز في نيويورك. ظهرت على غلاف مجلة مكسيم في يوليو 2007. وهي الوجه الدعائي لعدة ماركات عالمية من بينها، جيليت ونايكي. ظهرت كضيفة شرف في عدة برامج تلفزيونية على قناة E! وإم تي في و‌فيوز. كانت المضيفة في برنامج المسابقات الواقعي Model Employee على قناة في إتش 1 في ربيع 2013.
ظهرت تيغن في عدد سبورتس اليستريتد سويم سووت ايشيوز للمرة الأولى في عام 2010، وحصلت على لقب «مبتدأت السنة». صديقتها وزميلها العارضة بروكلين ديكر، هي من عرفتها على جماعة سبورتس إلسترايتد سويم سوت لتصويرها. وظهرت في نفس المجلة في أعداد 2011 و2012 و2013 ، وفي 2014 كانت على الغلاف بجانب نينا أكدال وليلى ألدريدج في احتفالية الذكرى ال50.
بالإضافة إلى سبورتس إلسترايتد، ظهرت تيغن على غلاف مجلة أوشن دريف، وكوزموبوليتان، وفي افتتاحية ل فوغ الإيطالية، وإسكواير، وغلامور، وغالور. 
عندما لا تعمل في عالم الأزياء، فموهبت كريسي تتمثل في في الطبخ والكتابة. تملك مدونة اسمها sodelushious.com، وظهرت في حلقة خاصة على قناة الطبخ في فبراير 2013.

## روابط خارجية
- كريسي تيغن على موقع IMDb (الإنجليزية)
- كريسي تيغن على موقع ميوزك برينز (الإنجليزية)
- كريسي تيغن على موقع قاعدة بيانات الفيلم (الإنجليزية)
- كريسي تيغن على موقع دليل عارضات الأزياء (الإنجليزية)